# Максим Ваш'є-Лаграв
Максим Ваш'є-Лаграв (фр. Maxime Vachier-Lagrave; нар. 21 жовтня 1990, Ножан-сюр-Марн, Франція) — французький шахіст, гросмейстер (2005).
 Триразовий чемпіон Франції 2007, 2011 та 2012 (спільно) років. П'ятиразовий переможець шахового турніру у м. Біль.
Його рейтинг станом на квітень 2020 року — 2778 (5-й у світі, 1-й серед шахістів Франції).

## Кар'єра
Максим Ваш'є-Лаграв став гросмейстером у віці 14 років і чотирьох місяців (7-й в списку наймолодших гросмейстерів в історії на той час)
25 серпня 2007 року у віці 16 років та 10 місяців перемігши на тай-брейку Владислава Ткачова з рахунком 2-0 став чемпіоном Франції. В молодшому віці, а саме 16 років та 7 місяців, чемпіоном Франції ставав тільки Етьєн Бакро в 1999 році.
У липні 2009 року Максим з результатом 6 з 10 очок (+2-0=8) переміг на турнірі в місті Біль, випередивши визнаних шахових майстрів Олександра Морозевича, Василя Іванчука, Бориса Гельфанда та молодого Фабіано Каруану.
У листопаді 2009 року Максим Ваш'є-Лаграв стає чемпіоном світу серед юніорів до 20 років.
У грудні 2010 року набравши 22 з 26 можливих очок став чемпіоном Європи з бліцу, випередивши чемпіона світу з бліцу 2007 та 2008 років Василя Іванчука на 2 очки.
У серпні 2011 року вдруге стає чемпіоном Франції.

### 2013—2014
У січні 2013 року на турнірі в Гібралтарі набрав разом з трьома іншими шахістами 8 очок з 10 можливих, але поступився на тай-брейку в півфінальному матчі переможцеві турніру Нікіті Вітюгову.

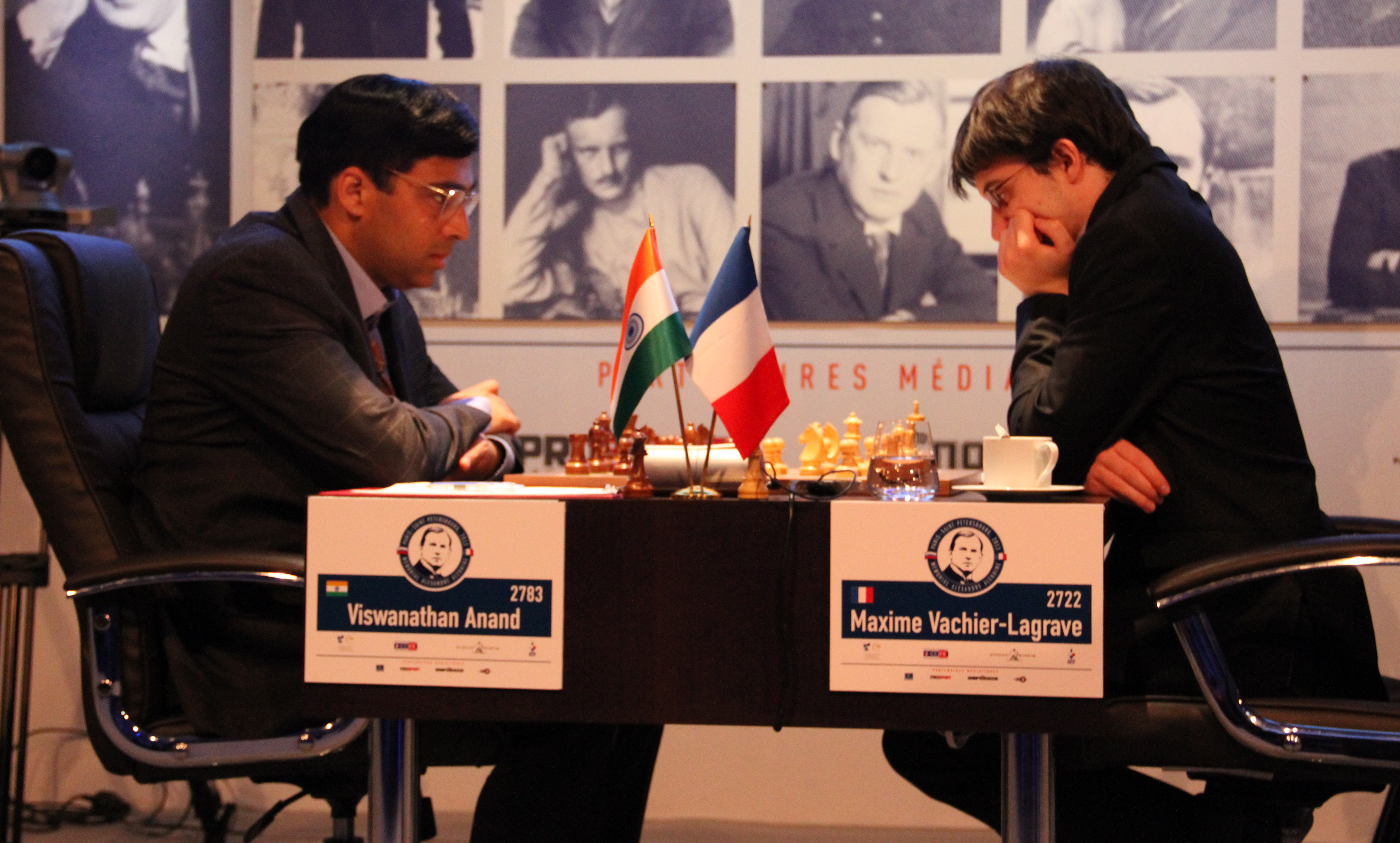
Максим Ваш'є-Лаграв грає проти Віші Ананда на Меморіалі Алехіна у Парижі, 2013 рік

У квітні 2013 року взяв участь у турнірі меморіал Алехіна, де з результатом 4½ з 9 очок (+2-2=5) розділив 4-8 місця.
У липні-серпні 2013 року, перемігши на тай-брейку українця Олександра Моїсеєнка, вдруге став переможцем міжнародного турніру в Білі.
У серпні 2013 року дійшов до півфіналу кубка світу ФІДЕ, де поступився росіянину Володимиру Крамнику з рахунком 1½-2½. На попередніх стадіях турніру Максим переміг другого сіяного номера італійця Фабіано Каруана з рахунком 2½-1½, а також відомих гросмейстерів Леньєра Домінгеса з рахунком 1½-½ та Бориса Гельфанда з рахунком 2½-1½.
У жовтні 2013 року Ваш'є-Лаграв з результатом 5 очок з 18 можливих (+1-3=2) посів останнє 4 місце в фінальному турнірі «Великого шолому», що проходив в Більбао.
У листопаді 2013 року Максим у складі збірної Франції став срібним призером командного чемпіонаті Європи, що проходив в Варшаві. Набравши 5½ очок з 9 можливих (+2=7-0), він показав шостий результат на другій дошці (турнірний перфоменс склав 2744 очка).
У лютому 2014 року, з результатом 7½ очок з 10 можливих (+5-0=5), Максим посів 4 місце турнірі Tradewise Gibraltar Chess Festival 2014, що проходив за швейцарською системою за участі 253 шахістів.
У липні 2014 року Максим Ваш'є-Лаграв, набравши 6 очок з 10 можливих (+3-1=6), здобув перемогу на 47-му міжнародному турнірі, що проходив у швейцарському місті Біль.
У вересні 2014 року набравши 4 очка з 10 можливих (+1-3=6) Максим розділив 4-5 місця на турнірі з найвищою в історії XXIII категорією «The 2014 Sinquefield Cup», що проходив в Сент-Луїсі.
У жовтні 2014 року, з результатом 6 очок з 9 можливих (+4-1=4), посів 7 місце на турнірі за швейцарською системою «PokerStars Isle of Man International Chess Tournament 2014», що проходив на острові Мен (Велика Британія).
У листопаді 2014 року з результатом 6 очок з 11 можливих (+2-1=8) Максим розділив 4-7 місця на другому етапі Гран-прі ФІДЕ 2014/2015, що проходив в Ташкенті.
У грудні 2014 року набравши 6 очок з 9 можливих (+3-0=6) Ваш'є-Лаграв посів 9 місце на турнірі «Qatar Masters Open 2014».
В тому ж місяці, виступаючи на «Всесвітніх інтелектуальних іграх» посів:
 — 2 місце на турнірі зі швидких шахів, набравши 4½ очок з 7 можливих (+3-1=3),
 — 2 місце на турнірі з блискавичних шахів, набравши 18½ очок з 30 можливих (+13-8=9),
 — 3 місце на турнірі з «баску», набравши 6 очок з 10 можливих (+3-1=6).

### 2015—2016
У січні 2015 року Максим Ваш'є-Лаграв розділив 2-5 місця (за додатковим показником — 2 місце) з Гірі, Со та Ліженем на турнірі XX категорії, що проходив у Вейк-ан-Зеє. Набравши 8½ очок з 13 можливих (+5-1=7) Максим відстав на ½ очка від переможця турніру діючого чемпіона світу Магнуса Карлсена.
У лютому 2015 року, набравши 5 очок з 11 можливих (+1-2=8), Максим розділив 8-10 місця на третьому етапі серії Гран-прі ФІДЕ 2014/2015 років, що проходив в Тбілісі.
У квітні 2015 року розділив 7-10 місця на турнірі «Меморіал Вугара Гашимова». Його результат 3½ очка з 9 можливих (+0-2=7).
У травні 2015 року з результатом 3½ очки з 11 можливих (+0-4=7) посів останнє 12 місце на четвертому етапі Гран-прі ФІДЕ 2014/2015, що проходив у Ханти-Мансійську. У загальному заліку серії Гран-прі ФІДЕ 2014/2015 Максим посів 15-е місце (125 очок).
У червні 2015 року набравши 4 очки з 9 можливих (+1-2=6) розділив 5-6 місця на турнірі XXII категорії «Norway Chess 2015» (перший етап Grand Chess Tour 2015), що проходив у місті Ставангер.
У липні 2015 року Максим третій рік поспіль здобув перемогу на турнірі, що проходив у швейцарському місті Біль. Його результат 6½ очок з 10 можливих (+4-1=6).
На початку вересня 2015 року Максим посів 4-е місце на турнірі «The 2015 Sinquefield Cup» (другий етап Grand Chess Tour), що проходив у Сент-Луїсі. Його результат — 5 очок з 9 можливих (+2-1=6).
У вересні 2015 році дійшов до чвертьфіналу кубка світу ФІДЕ, де поступився Анішу Гірі з рахунком ½ на 1½ очка.

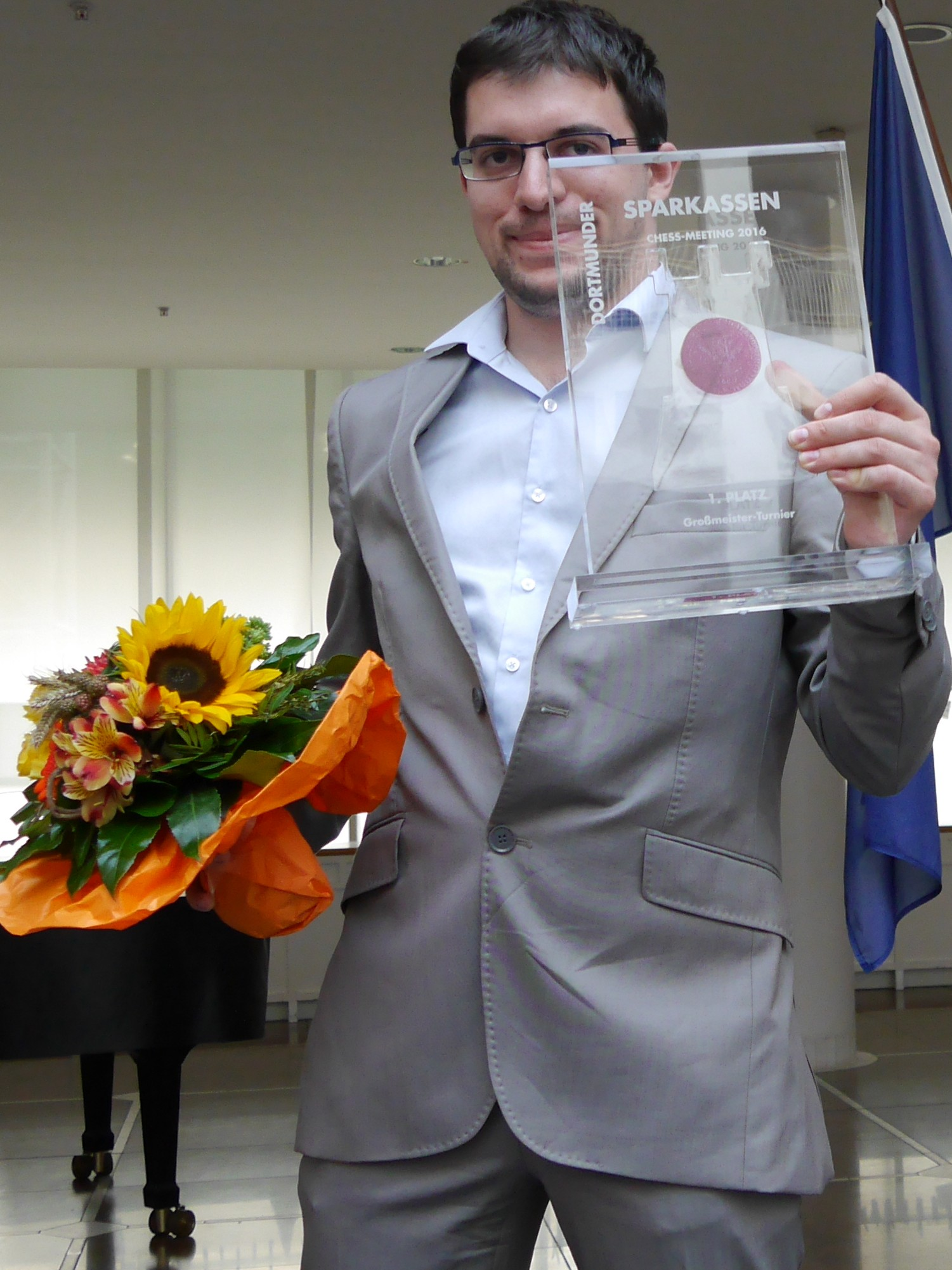
Максим Ваш'є-Лаграв — переможець турніру у Дортмунді

У жовтні 2015 року на чемпіонаті світу зі швидких та блискавичних шахів, що проходив у Берліні, посів:
 — 11 місце на турнірі зі швидких шахів, набравши 10 з 15 очок (+7-2=6),
 — 2 місце на турнірі з блискавичних шахів, набравши 15 з 21 очка (+12-3=6).
У листопаді 2015 року в складі збірної Франції посів 4 місце на командному чемпіонаті Європи, що проходив у Рейк'явіку. Крім того, набравши 6 очок з 9 можливих (+3-0=6), Максиму вдалося посісти 2 місце серед шахістів, які виступали на першій шахівниці..
У грудні 2015 року, з результатом 5½ очок з 9 можливих (+2-0=9), посів 3 місце на турнірі «London Chess Classic 2015». Крім того, за підсумками серії турнірів «Grand Chess Tour 2015», Максим посів 4 місце (20 залікових очок).
У лютому 2016 року з результатом 8 очок з 10 можливих (+6-0=4) посів 2 місце, поступившись переможцеві Хікару Накамурі за додатковим показником, на міжнародному опен-турнірі Gibraltar Chess Festival 2016, що проходив у Гібралтарі.
У квітні 2016 року, набравши 5 очок з 9 можливих (+1-0=8), Максим розділив 3-5 місця на турнірі 21 категорії «Altibox Norway Chess 2016», що проходив у Ставангері.
У липні 2016 року з результатом 5½ очок з 7 можливих (+4-0=3) здобув перемогу на турнірі 21 категорії «Sparkassen Chess Meeting», що проходив у Дортмунді. Його турнірний перформанс склав 2947 очок.
У серпні 2016 року, набравши 4½ очок з 9 можливих (+1-1=7), розділив 6-7 місця на турнірі 22 категорії «The 2016 Sinquefield Cup» (третій етап Grand Chess Tour), що проходив у Сент-Луїсі.
У вересні 2016 року в складі збірної Франції посів 8-ме місце на шаховій олімпіаді, що проходила в Баку. Набравши 6½ з 9 можливих очок (+4-0=5), Максим показав 9-й результат (турнірний перформанс — 2775 очок) серед шахістів, які виступали на 1-й шахівниці.
На початку грудня 2016 року з результатом 4 очка з 9 можливих (+1-2=6) розділив 7-9 місця на турнірі 22 категорії «London Chess Classic 2016», а за підсумками серії турнірів «Grand Chess Tour 2016» посів 7 місце.
Наприкінці грудня 2016 року на чемпіонаті світу зі швидких та блискавичних шахів, що проходив у м. Доха (Катар), Максим посів:
 — 26-те місце на турнірі зі швидких шахів, набравши 8½ з 15 очок (+6-4=5),
 — 6-те місце на турнірі з блискавичних шахів, набравши 14 з 21 очка (+10-3=8).

### 2017—2018
У лютому 2017 року, набравши 5½ з 9 очок (+2-0=7), Максим розділив 1-3 місця (2-ге місце за додатковим показником) на першому етапі серії Гран-Прі ФІДЕ 2017 року, що проходив в м. Шарджа.
У травні 2017 року з результатом 5 з 9 очок (+1-0=8) розділив 3-9 місця на другому етапі серії Гран-Прі ФІДЕ 2017 року, що проходив у Москві.
У серпні 2017 року Ваш'є-Лаграв став переможцем турніру XXII категорії «The 2017 Sinquefield Cup», що проходив у Сент-Луїсі. Його результат — 6 очок з 9 можливих (+3-0=6).
У листопаді 2017 року з результатом 4½ очки з 9 (+1-1=7) розділив 10-12 місця на четвертому етапі серії Гран-Прі ФІДЕ 2017 року, що проходив у Пальма-де-Майорці. У загальному заліку серії Гран-прі ФІДЕ 2017 року Максим, набравши 231,4 очок посів 6-те місце та не зумів кваліфікуватися у Турнір претендентів 2018 року.
На початку лютого 2018 року Максим посів 2-ге місце на турнірі Tradewise Gibraltar Chess Festival 2018, що проходив за швейцарською системою за участі 276 шахістів. За підсумками 10 турів француз набрав 7½ очок (+5-0=5), як і ще шестеро шахістів, тому був проведений тай-брейк (півфінали та фінал) серед 4 найкращих шахістів за додатковими показниками. Ваш'є-Лаграв у півфіналі переміг Хікару Накамуру (2½ — 1½), а у фіналі поступився Левону Ароняну (1½ — 2½).
У квітні 2018 року з результатом 5 очок з 9 можливих (+2-1=6) розділив 3-5 місця на турнірі «Grenke Chess Classic» (Карлсруе, Баден-Баден).
У липні 2018 року посів 3-тє місце на турнірі 20 категорії «ACCENTUS Grandmaster Tournament», що проходив у місті Біль (Швейцарія). Результат Максима — 5½ з 10 очок (+3-2=5).
У серпні 2018 року розділив 5-7 місця на турнірі «The 2018 Sinquefield Cup», що проходив у Сент-Луїсі. Результат француза — 4½ з 9 очок (+0-0=9).
У листопаді 2018 року у складі збірної Франції посів 9-те місце на 43-й шаховій олімпіаді, що проходила в Батумі. Крім того, набравши 6½ очок з 10 можливих (+4-1=5), Максим посів 6-те місце серед шахістів, які виступали на першій шахівниці.

### 2019
На початку 2019 року Максим традиційно взяв участь в одному з найсильніших турнірів, що проводиться за швейцарською системою — «Gibraltar Chess Festival 2019». Набравши 7 очок з 10 можливих (+5-1=4) француз розділив 6-22 місця (13-те за додатковим показником).
У квітні 2019 року посів 3-тє місце на турнірі «Grenke Chess Classic», що проходив у Карлсруе та Баден-Бадені. Його результат 5 з 9 можливих очок (+2-1=6).
У травні 2019 року француз розділив разом з Накамурою 2-3 місця на 1 етапі «Grand Chess Tour 2019», що проходив в Абіджані у форматі швидких та блискавичних шахів.
У червні 2019 року разом з Віші Анандом розділив 7-8 місця на турнірі XXII категорії Altibox Norway Chess 2019, що проходив у Ставангері.
У липні 2019 року дійшов до фіналу 2-го етапу «Гран-прі ФІДЕ», де програв Шахріяру Мамед'ярову.
У серпні 2019 року з результатом 5 з 11 очок (+1-2=8) разом з Накамурою розділив 9-10-ті місця на турнірі XXII категорії «The 2019 Sinquefield Cup», що проходив у Сент-Луїсі.
У вересні 2019 році посів 3-тє місце на кубку світу з шахів, що проходив у Ханти-Мансійську. На шляху до півфіналу Максим переміг Яковенка, Свідлера, Ароняна, поступившись у півфіналі переможцеві турніру Теймуру Раджабову. У матчі за 3-тє місце француз переміг китайського шахіста Юй Ян'ї на тай-брейку з загальним рахунком 4—2.
У листопаді 2019 року поступився Олександру Грищуку у півфіналі 3-го етапу «Гран-прі ФІДЕ», що проходив у Гамбурзі.
У грудні 2019 року поступившись у фіналі турніру «2019 GCT Finals In London» Дін Ліженю з рахунком 12—16, француз посів 2-ге місце за підсумками серії турнірів «Grand Chess Tour 2019».
Наприкінці грудня 2019 року на чемпіонаті світу зі швидких та блискавичних шахів, що проходив у Москві, Максим посів:
 — 14-те місце у турнірі зі швидких шахів, набравши 9½ з 15 очок (+5-1=9),
 — 5-те місце у турнірі з блискавичних шахів, набравши 14 очок з 21 можливого (+10-3=8).

### 2020
У січні 2020 року з результатом 7½ очок з 10 можливих француз посів 5-те місце на турнірі «Gibraltar Chess Festival 2020».

## Зміни рейтингу
| На цьому місці має відображатися графік чи діаграма, однак з технічних причин його відображення наразі вимкнено. Будь ласка, не видаляйте код, який викликає це повідомлення. Розробники вже працюють для того, щоби відновити штатне функціонування цього графіка або діаграми. | |
| | На цьому місці має відображатися графік чи діаграма, однак з технічних причин його відображення наразі вимкнено. Будь ласка, не видаляйте код, який викликає це повідомлення. Розробники вже працюють для того, щоби відновити штатне функціонування цього графіка або діаграми. |